# Cross Roads, West Yorkshire
Cross Roads är en by och en civil parish i distriktet Bradford, i grevskapet West Yorkshire i England. Byn är belägen 13 km från Bradford. Civil parishen inrättades den 1 april 2023.